# 유현초등학교 (강원)
유현초등학교는 대한민국 강원특별자치도 횡성군에 있는 공립 초등학교이다.

## 학교 연혁
- 1946년 10월 14일: 금대국민학교 유현분교장 인가
- 1954년 6월 10일: 유현국민학교 승격
- 1983년 3월 1일: 금대국민학교 분교장으로 격하 편입
- 1996년 3월 1일: 유현초등학교로 환원, 명칭 변경

## 참고 자료
- 유현초등학교 - 한국교육학술정보원 학교알리미